# Walter Major 4
Walter Major 4 byl vzduchem chlazený čtyřválcový invertní letecký motor, určený k pohonu sportovních a turistických letounů, vyráběný československou firmou Walter mezi lety 1934 až 1940. Motory Walter Major 4 poháněly mj. letouny československé výroby Zlín Z-XIII, Beneš-Mráz Be-52, Be-56, Be-250 a Be-251.

## Vznik a vývoj

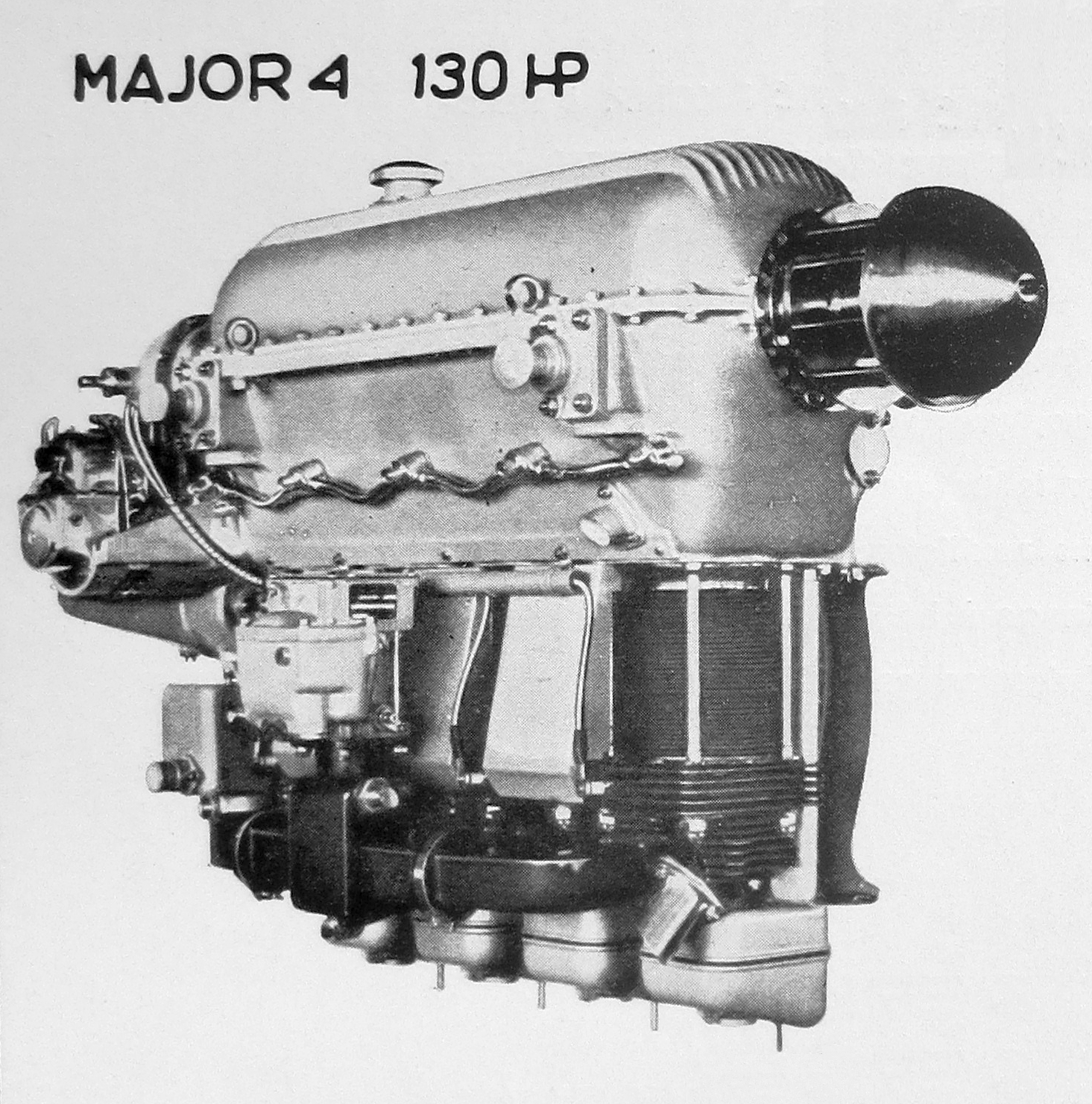
Walter Major 4

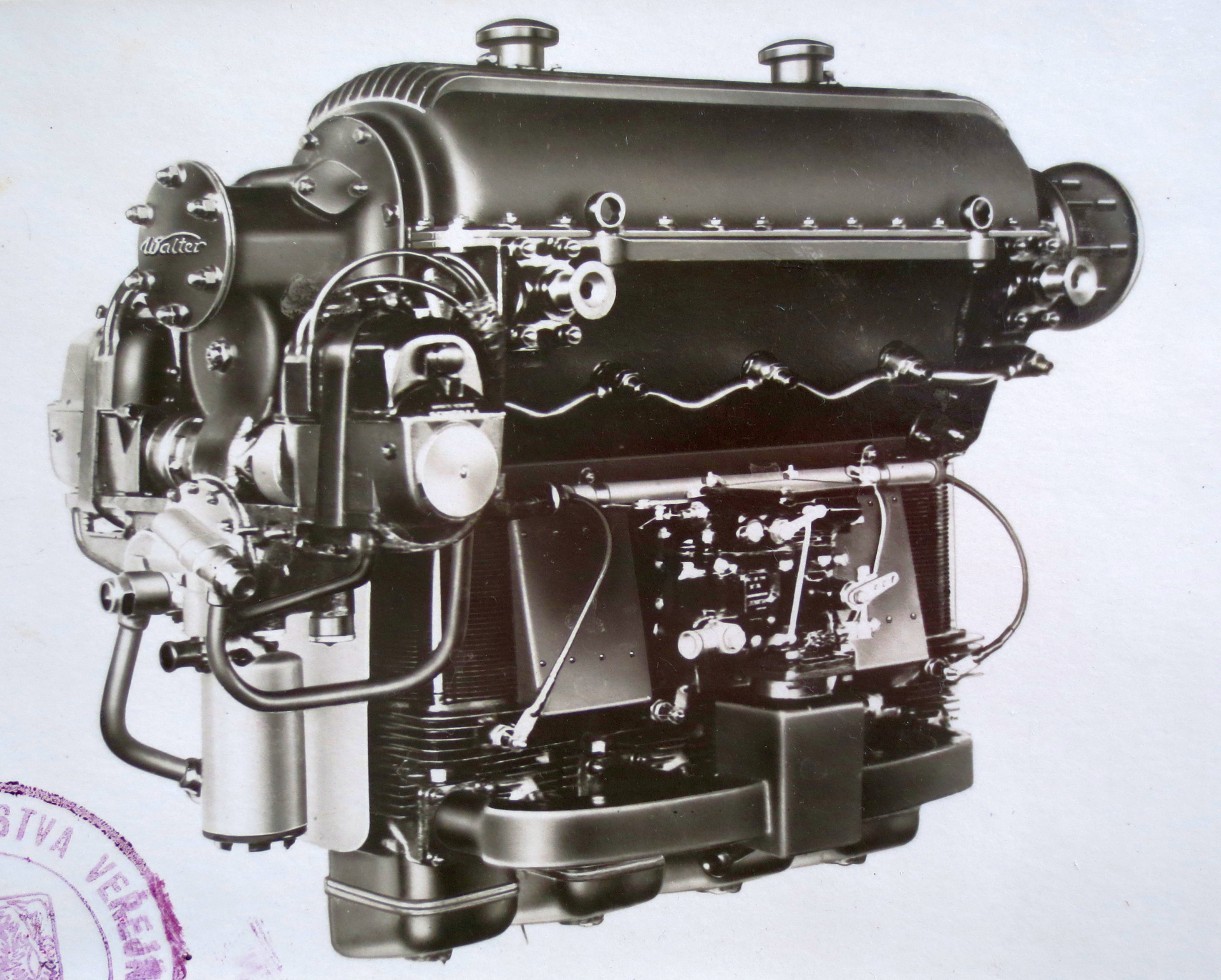
Walter Major 4, homologace (1933)

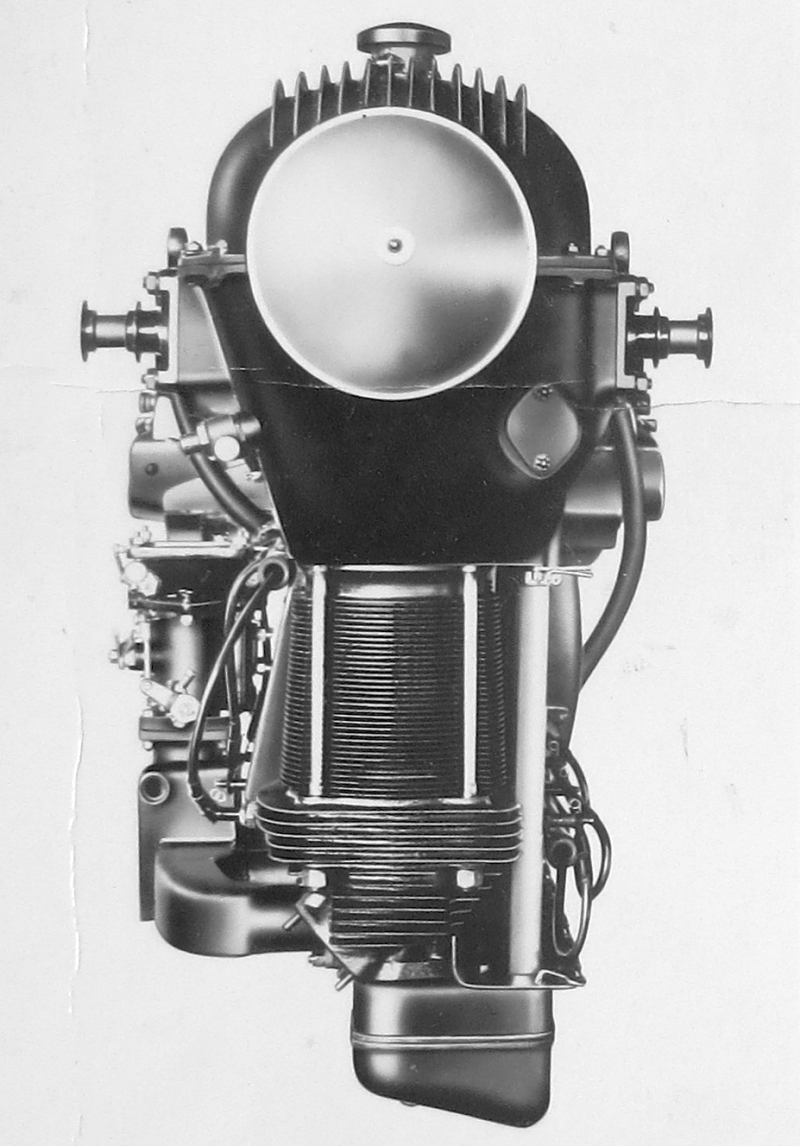
Walter Major 4, homologace (1933)

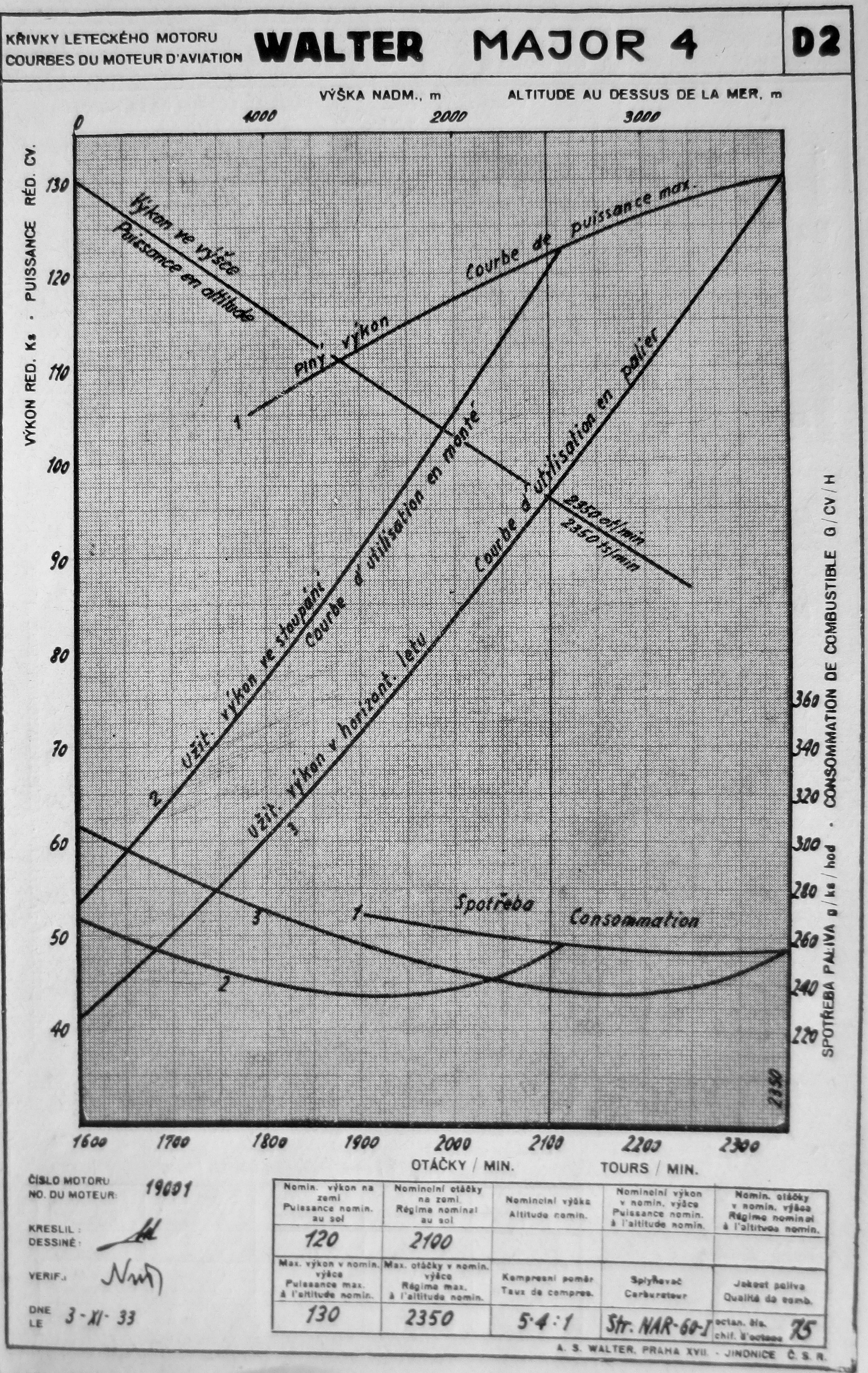
Walter Major 4, charakteristiky (1933)

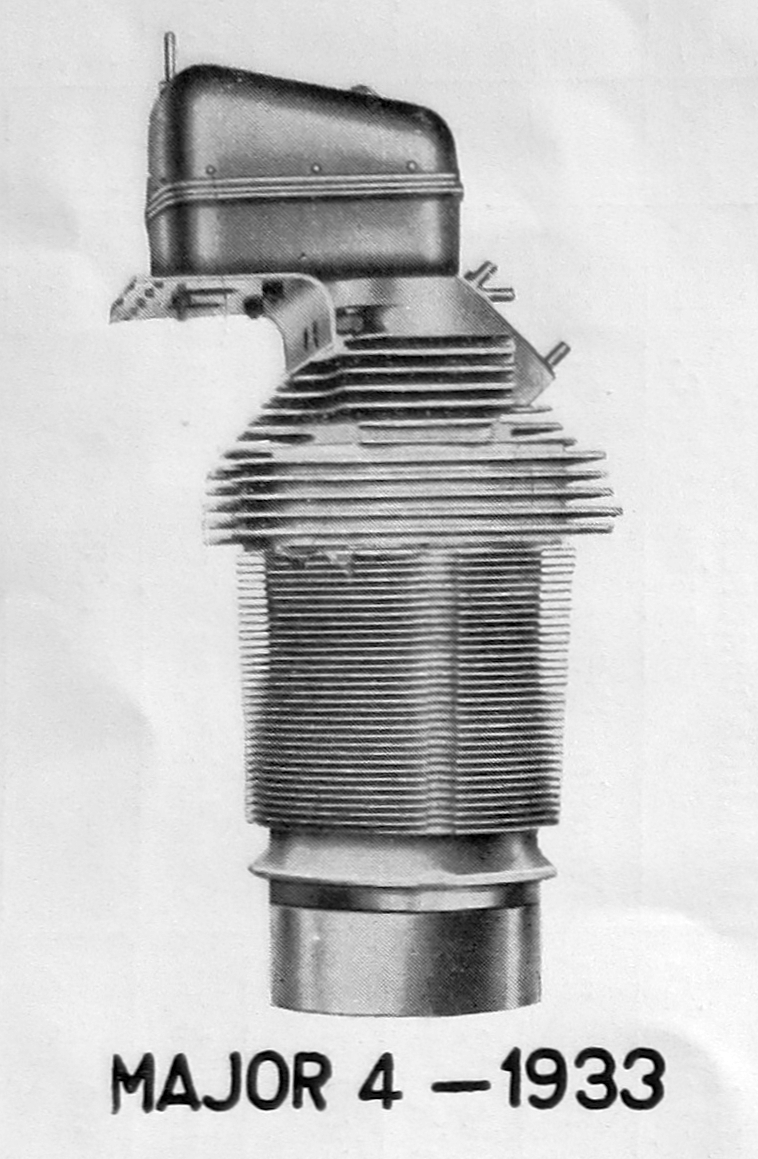
Walter Major 4 (detail válce)

Dva roky po motoru Walter Junior 4 přišla Akciová společnost Walter, továrna na automobily a letecké motory s novým typem vzduchem chlazeného invertního čtyřválcového řadového motoru. Motor Walter Major 4 konstruktéra Františka Barvitia vznikl v jinonické továrně v roce 1933 poměrně jednoduchou úpravou vůbec prvního, invertního, řadového čtyřválce firmy – motoru Walter Junior o vzletové výkonnosti 115 k. Při stejném zdvihu 140 mm byly válce převrtány ze 115 mm na 118 mm a tím byl zvýšen objem válců z 5816 na 6124 cm3.
Homologace tohoto motoru byla provedena ve dnech 21. 9. – 20. 10. 1933 zkušební komisí Ministerstva veřejných prací. Počet vyrobených motorů se v pramenech liší, udává se 65–67 kusů verze Major 4. V udávaném počtu jsou však uvedeny pouze motory vyrobené v Jinonicích, nejsou zde licenčně vyráběné motory PZInż Major 4 v Polsku, kterých bylo vyrobeno především v továrně Ursus kolem stovky.

## Popis motoru
Vzduchem chlazený invertní řadový čtyřválec měl dvoudílnou motorovou skříň odlitu z hliníkové slitiny, která byla vzadu uzavřena víkem, na němž byly instalovány všechny pomocné náhony. Dolní polovina skříně nesla válce a ložiska zalomeného hřídele. Horní polovina skříně byla opatřena chladicími žebry.
Hlavy válců z hliníkové slitiny byly přitaženy k válcům dlouhými šrouby. Mezi válci a hlavou bylo metaloplastické těsnění. Vlastní hlavy válců byly bohatě žebrovány. Zalomený hřídel z oceli Poldi Victrix Special byl uložen v pěti ložiscích za každým ramenem hřídele. Bronzové pánve ložisek byly vylity ložiskovým kovem.
Vačkový hřídel rozvodu OHV byl uložen po levé straně motorové skříně a byl poháněn ozubeným soukolím. Zapalování bylo dvojité, dvěma magnety Scintilla umístěnými na zadním víku napříč k ose motoru se samočinným řízením předstihu. Jedna magnetka byla opatřena odtrhovací spojkou pro usnadnění spouštění motoru, které realizováno mechanickým spouštěčem Walter Mecano 4 s ruční klikou a spouštěcím magnetem.
Tlakové mazání se suchou skříni a filtrem zabezpečovalo ozubené čerpadlo umístěné na zadním víku. Tlak oleje byl řízen regulačním ventilem. Karburátor byl v obrácené poloze (down-draught) a byl upevněn na sacím potrubí, které bylo svařeno z ocelového plechu a předehříváno výfukovými plyny. Vlastní karburátor byl předehříván olejem. Vzduchové chlazení bylo podporováno sběrači vzduchu, přepážkami z hliníkového plechu.

## Použití
Dosti důsledně se o využití invertních motorů zasazoval bývalý konstruktér Avie a Pragy, nyní spolumajitel choceňské továrny Beneš-Mráz ing. Pavel Beneš. Většina aplikací motoru Major 4 byla realizována právě na choceňských letadlech. Major 4 se však příliš nevyvedl. Trpěl nepravidelností chodu, což byla vrozená vada, kterou se v továrně Walter nepodařilo zcela odstranit. Někdy tento motor bývá také označován jako Walter Major 4 I, zřejmě v očekávání dalších typů. Nicméně vzhledem ke zmíněným potížím s vibracemi žádný následník již vyráběn nebyl. Následný šestiválec Walter Major 6 (1936) na tom byl – v tomto ohledu – podstatně lépe.
V Mezinárodním hvězdicovém letu k Zimním olympijským hrám v Garmisch-Parkenkirchenu (1936) získali 2. a 4. místo polští letci npr. Wlodarkiewicz a kpt. Peterek na letadlech RWD-13 s motory Walter Major 4.Tento úspěch jakoby předznamenal aplikace tohoto motoru v zahraničí, kterých bylo i co se týče počtu vyrobených letadel podstatně více. Mimo polského RWD-13 to byl jeho mladší bratr RWD 6-bis a také prototyp RWD-17W, belgický letoun SABCA S20, švýcarský Farner WF 21/C4 a také anglický, třímotorový Spartan Cruiser. Na letounu Spartan Cruiser, nazvaném podle cíle svého letu „Mys dobré naděje“, byl vykonán dálkový let Zlín – Kapské Město a zpět (32 000 km). Letadlo vlastněné Baťovou leteckou společností, řízené mladým letcem Forejtíkem a se třemi cestujícími z prodejních a nákupních oddělení společnosti Baťa, odstartovalo ze Zlína 1. května 1934.
Sportovní celodřevěný jednomístný dolnoplošník Zlín Z-XIII byl vyroben pouze v jednom prototypu. Imatrikulace OK-TBZ udělená v srpnu 1937 „odkazovala“ svými písmeny na Tomáš Baťa Zlín. Letoun konstruktéra Jaroslava Lonka překvapoval vysokými výkony i svým moderním vzhledem. Dosahoval rychlosti až 350 km/h, což dávalo dobré předpoklady pro úspěch při nasazení v leteckých závodech, a proto jej Zlínská letecká společnost přihlásila do soutěže Circuit de l´Est, která se konala v srpnu 1937. Pro technické potíže a povětrnostní překážky však přiletěl pilot Ján Ambruš na místo určení, letiště Vittel u Épinal, po stanovené době a do vlastního závodu nebyl připuštěn. Vývoj tohoto velice slibného letounu nebyl dokončen a po odchodu Jaroslava Lonka ze Zlínské letecké společnosti v roce 1938 skončil prototyp v letištním hangáru Baťa Aerodrome v Baťově (Otrokovice). 
Úspěšná byla účast hornoplošníků RWD-13 s motory Walter Major 4 na I. ročníku závodu turistických letadel Kolem Malé dohody, která se uskutečnila na přelomu srpna a září 1938. Posádky z Království Jugoslávie Milan Bjelnovič-Vičko Krejla a Kazimir Grohovac-Miloš Gagična na v polských letounech RWD-13 (vyráběných licenčně v Jugoslávii s československými motory) obsadily v kategorii IB prvá 2 místa. Celkem se této soutěže zúčastnilo 21 typů letounů a na 9 z nich bylo osazeno 5 typy motorů Walter (NZR 120, Junior, Mikron II, Minor 4 a Major 4).
Od roku 1935 byl tento československý čtyřválcový motor Walter Major 4 vyráběn v licenci v Państwowych Zakładach Inżynierii v Ursusu (Polsko) a také ve WSK Rzeszów pod jménem PZInż. Major 4. Do roku 1939 bylo vyrobeno přibližně 100 motorů v licenci Walter a byly přednostně využity po polské letouny RWD-13, RWD-17, PWS-33 Wyżeł a PWS-35 Ogar.

## Použití v letadlech
- Be-52 Beta-Major, 1936, sportovní
- Be-56 Beta-Major, 1936, sportovní
- Be-250 Beta-Major, 1936, cvičné, sportovní
- Be-251 Beta-Major, 1938, turistické
- DAR-8, 1936, cvičné, sportovní
- FARNER WF.21/C4, 1935, turistické
- PWS-33 Wyżeł, 1938, vojenský, cvičný letoun
- PWS-35 Ogar, 1938, cvičné, sportovní
- RWD-8 (část produkce)[13] 1933, cvičné, sportovní
- RWD-13, 1935, turistické
- RWD-17, 1937, cvičné, sportovní
- SABCA S.20, 1935, sportovně-turistické
- Spartan Cruiser, 1933, dopravní
- Zlín Z-XIII, 1937, sportovně-turistické, kurýrní

## Technická data
Údaje dle

### Základní údaje
- Typ: čtyřdobý zážehový vzduchem chlazený invertní řadový čtyřválec, s přímým náhonem vrtule
- Vrtání válce: 118 mm
- Zdvih pístu: 140 mm
- Celková plocha pístů: 437 cm²
- Zdvihový objem motoru: 6124 cm³
- Délka se startérem: 1182 mm
- Šířka: 508 mm
- Výška: 767 mm
- Hmotnost suchého motoru (tj. bez provozních náplní): 140 kg

### Součásti
- Rozvod: OHV, jeden sací a jeden výfukový ventil na válec
- Zapalování: 2 magnety Scintilla
- Příprava palivové směsi: karburátor Stromberg NAR 60-I
- Požadavek na paliva: min. 75oktanový letecký benzín
- Spotřeba paliva: 235–250 g·h−1·k−1 / 320–340 g·h−1·kW−1
- Mazání: tlakové, oběžné s filtrem
- Spotřeba oleje: 10–15 g·h−1·k−1 / 13,6–20,4 g·h−1·kW−1
- Chlazení: vzduchové

### Výkony
- Nominální, jmenovitý výkon: 120 k (88,3 kW) při 2100 ot/min
- Maximální (vzletový) výkon: 130 k (95,6 kW) při 2350 ot/min
- Kompresní poměr: 5,2:1
- Poměr výkon/objem: 21,2 k/l (15,6 kW/l)
- Specifická hmotnost: 1,12 kg/k (0,65 kg/kW)

## Galerie

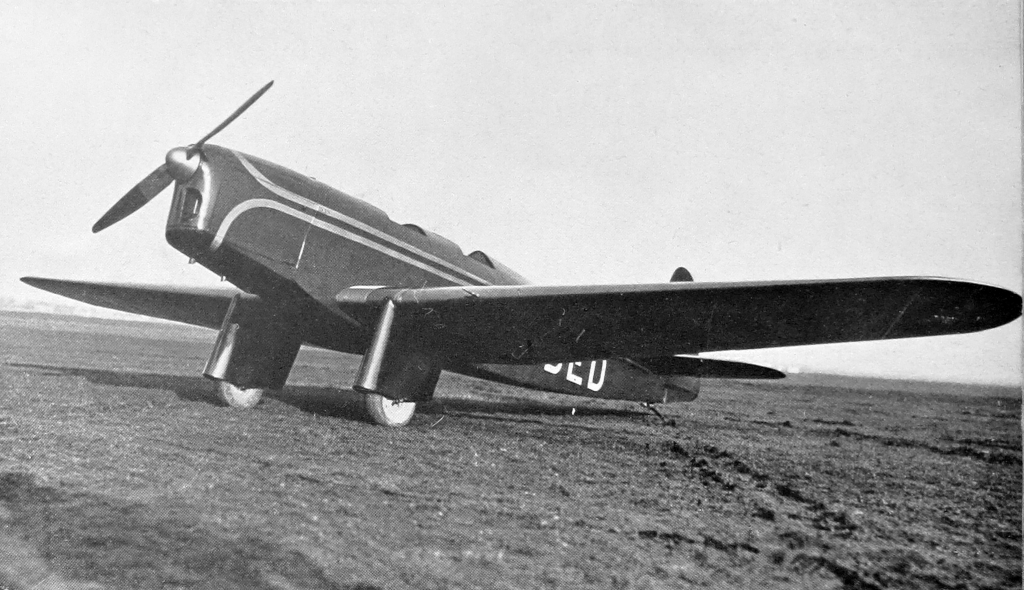
Beneš-Mráz Be-52 Beta Major (1936)
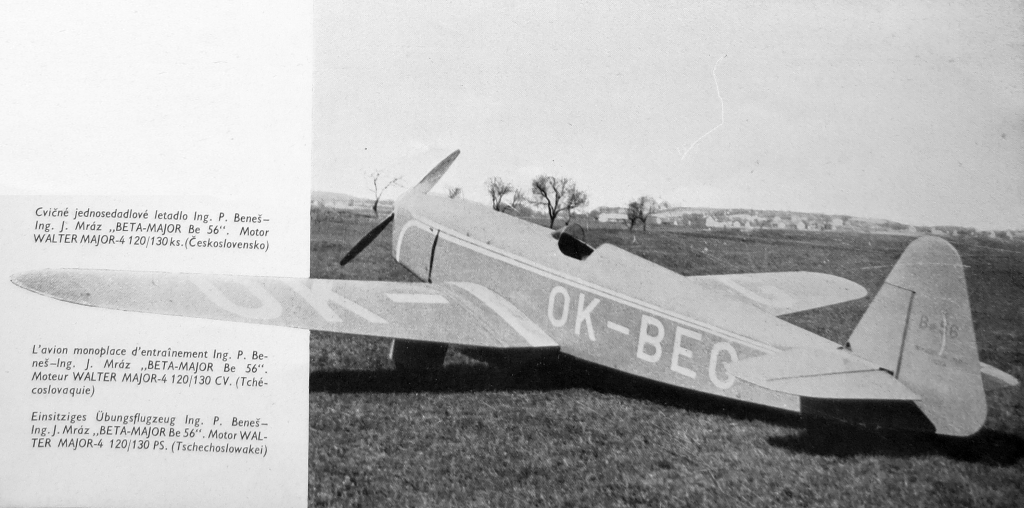
Beneš-Mráz Be-56 Beta Major (1936)
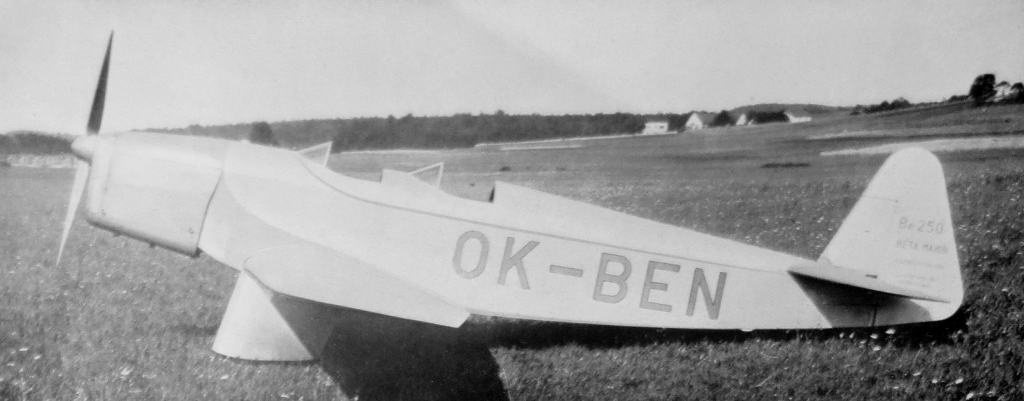
Beneš Mráz Be-250 Beta Major (1936)
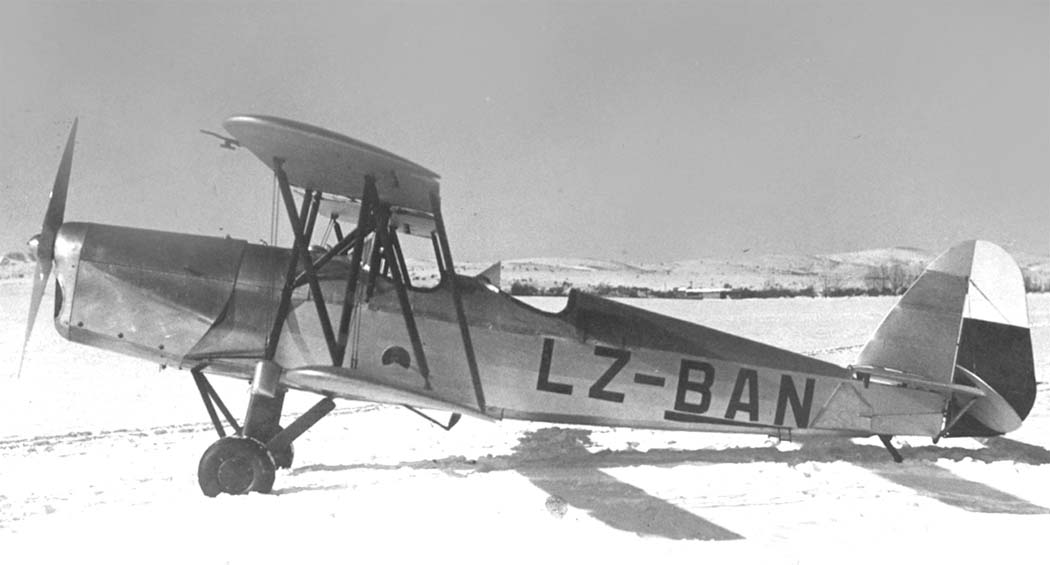
DAR-8 s motorem Walter Major 4 (1936)
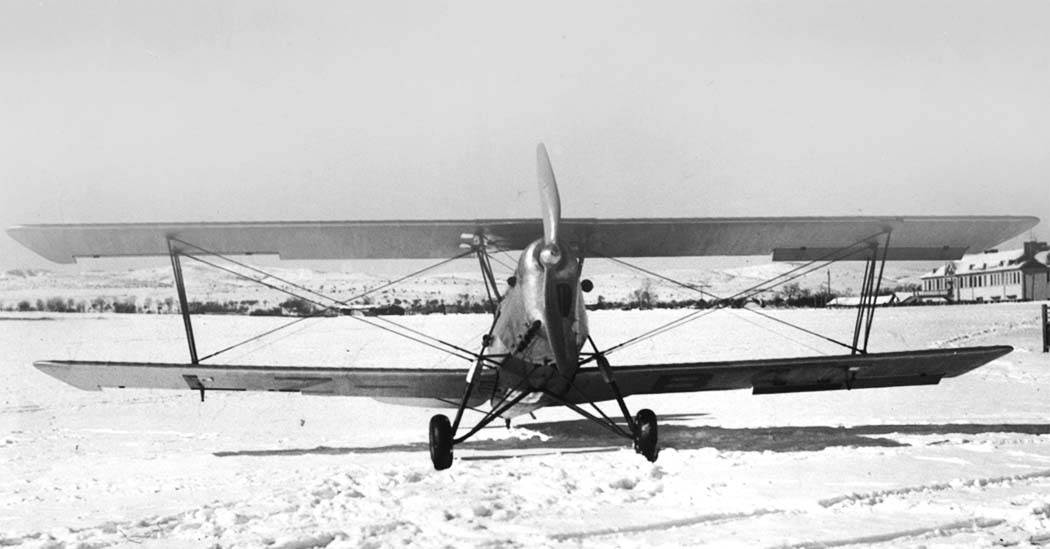
DAR-8 s motorem Walter Major 4, čelní pohled (1936)
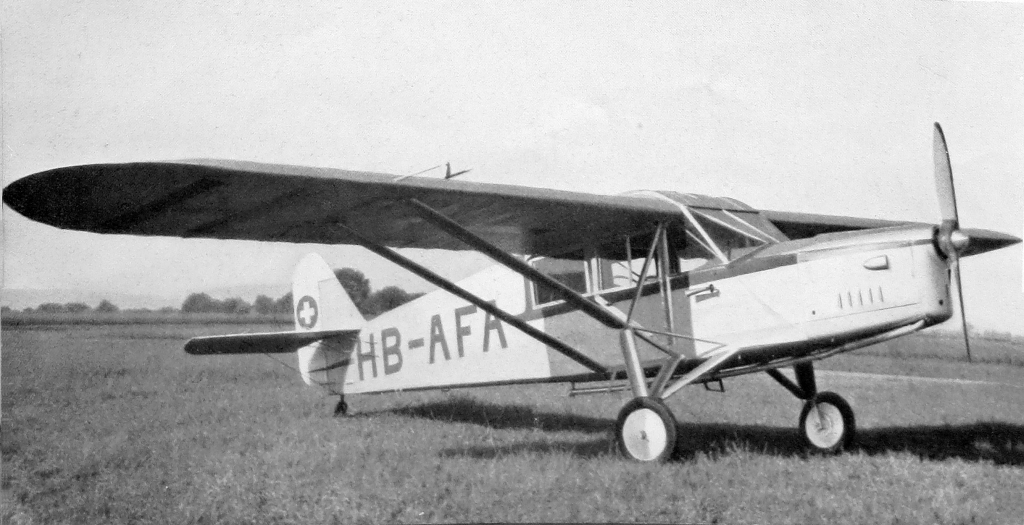
FARNER WF.21/C4 (1935)
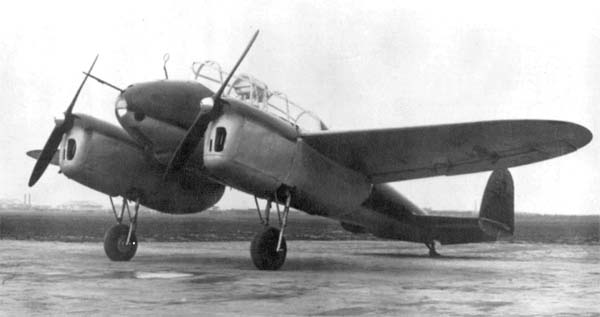
PWS-33 Wyżeł I (prototyp, 1938)
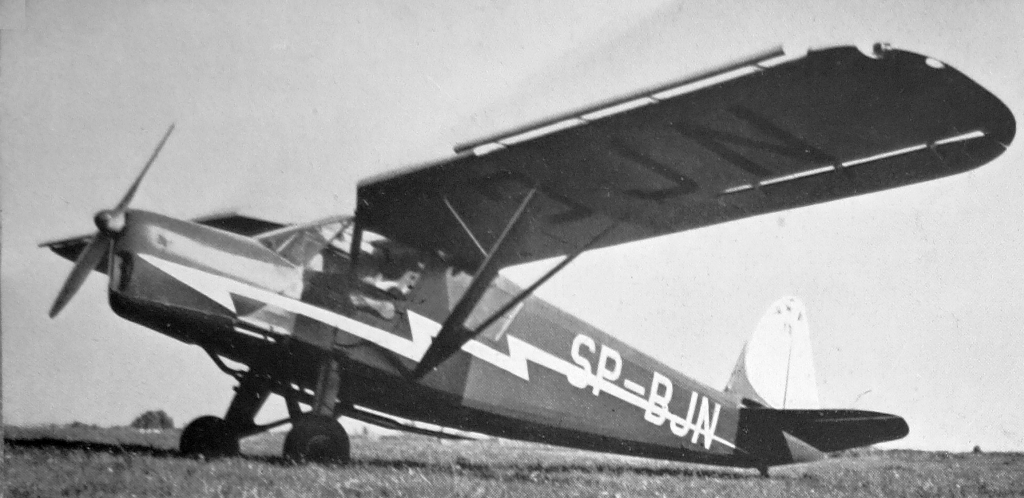
RWD-13 (1935)
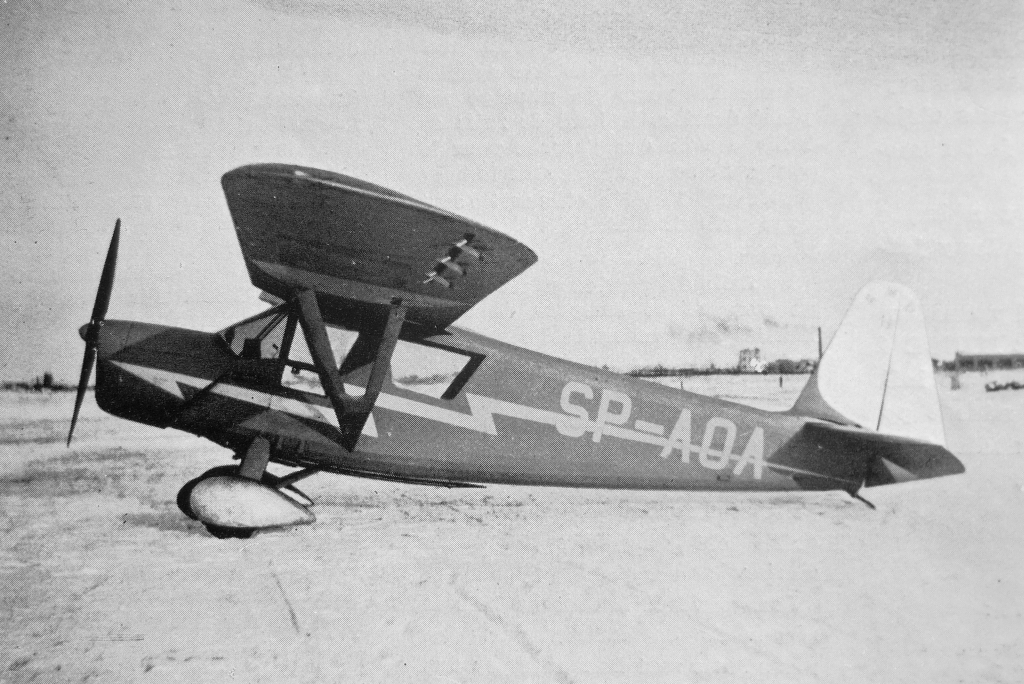
RWD-13 (1935)
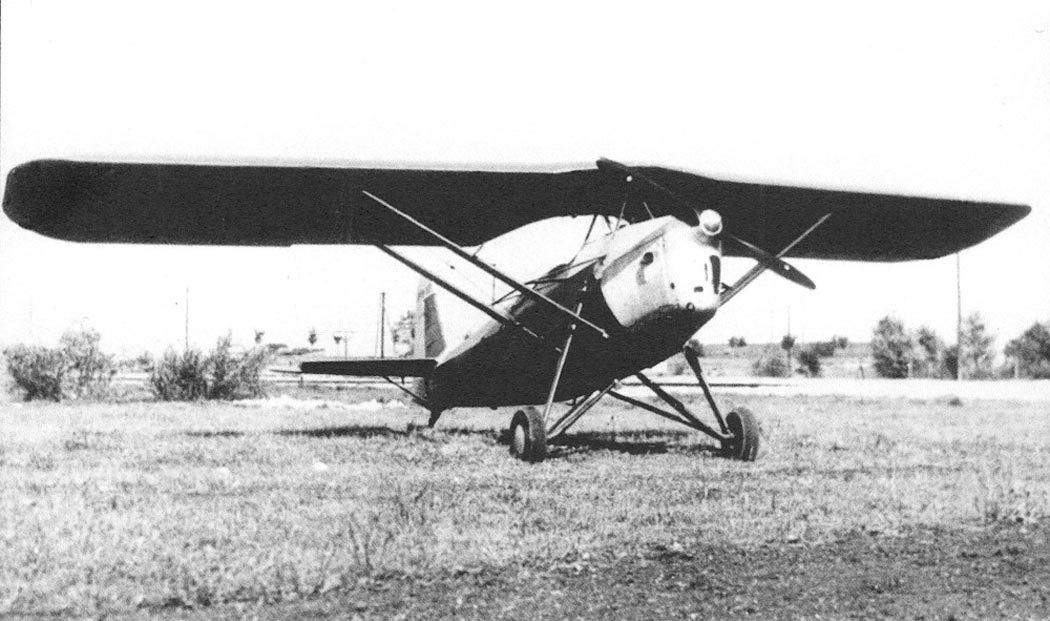
RWD-17 (prototyp, 1937)
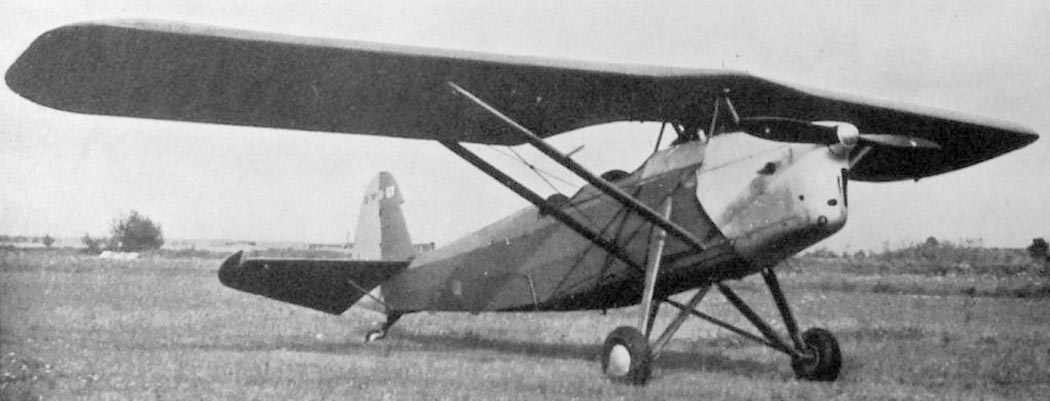
RWD-17 (1938)
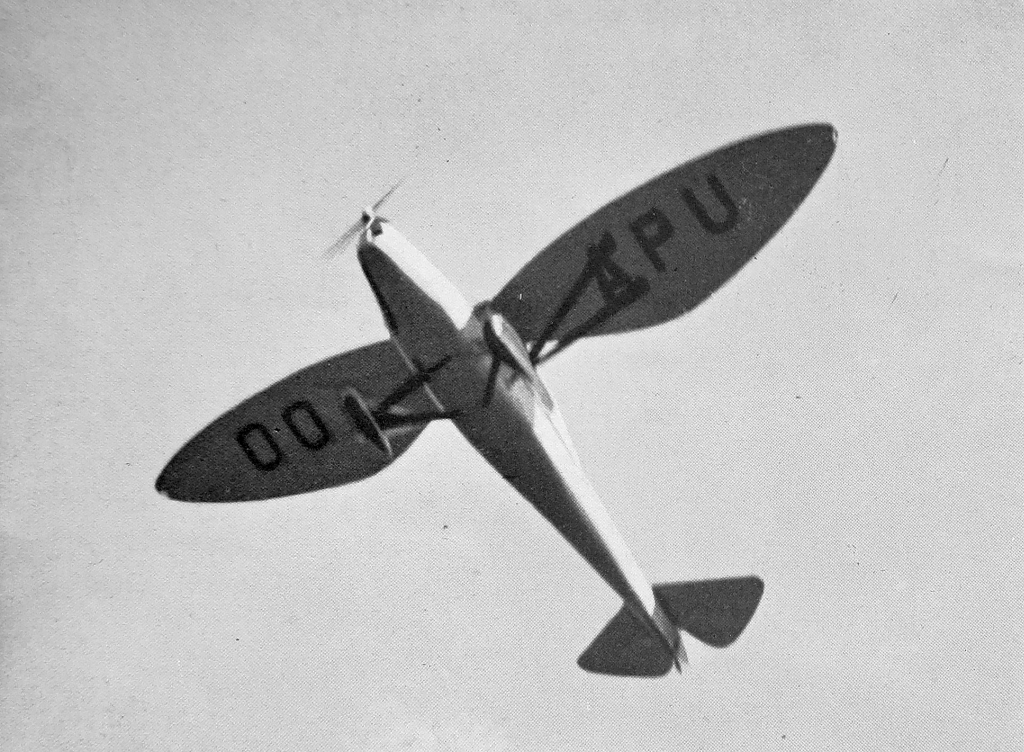
SABCA S.20 (1935)
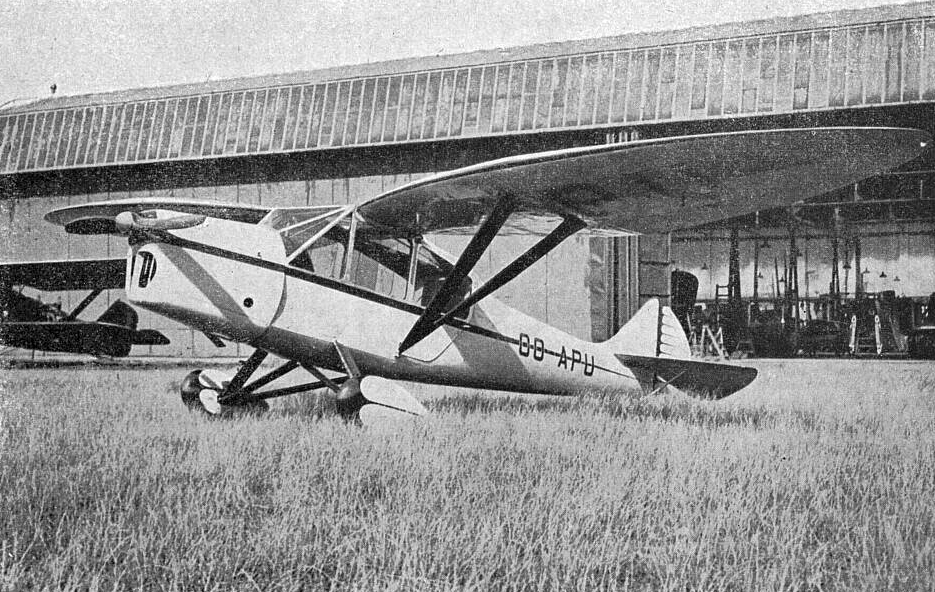
SABCA S.20 Libelulle (Vážka)
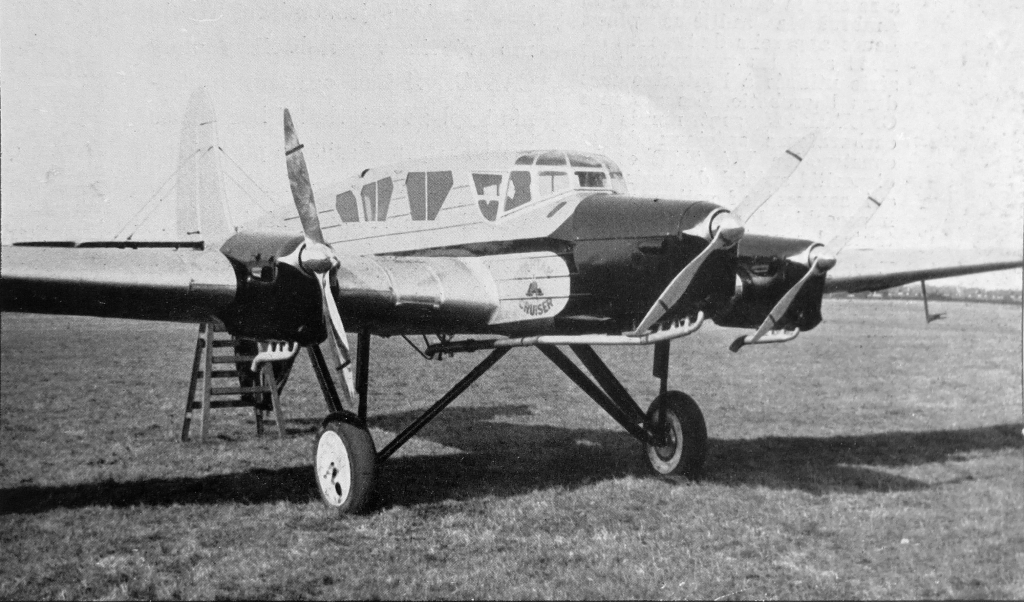
Spartan Cruiser (1934)
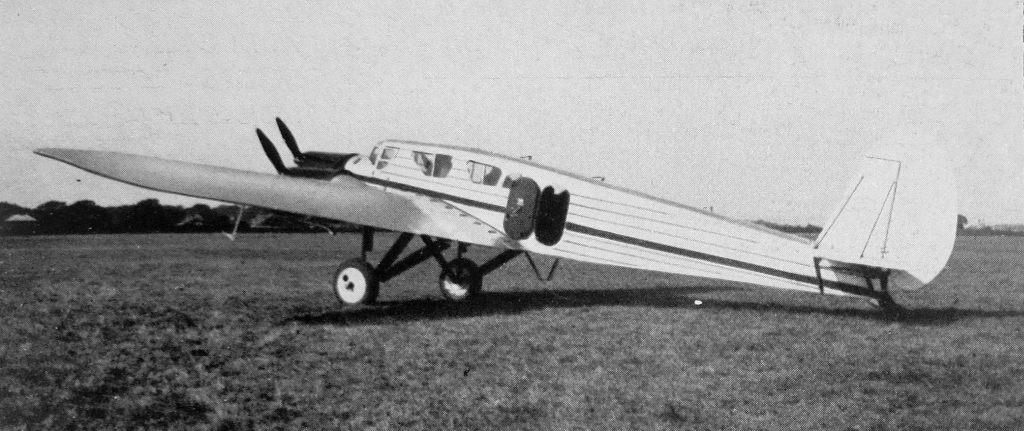
Spartan Cruiser (1934)
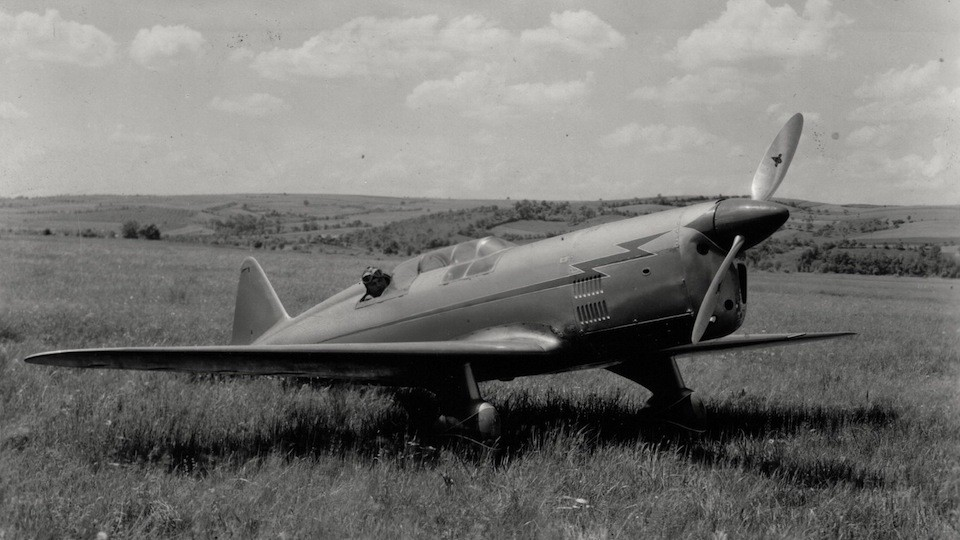
Zlín Z-XIII (1937)
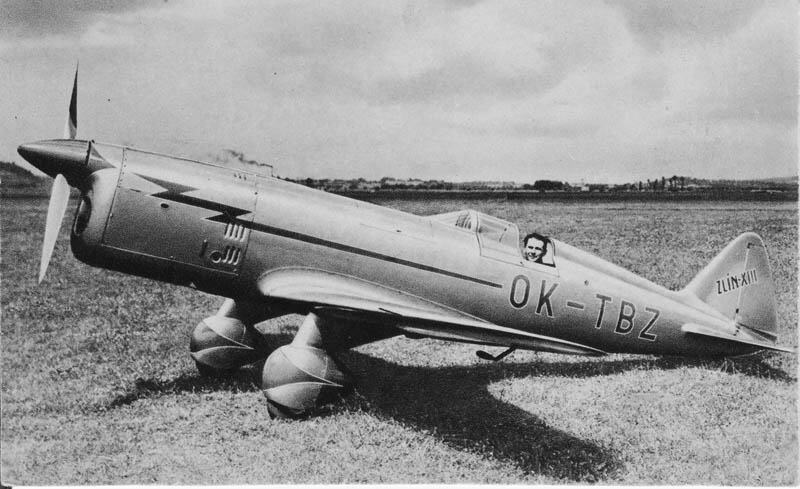
Zlín Z-XIII a Ján Ambruš